# Ronald Sukenick
Ronald Sukenick (ur. 14 lipca 1932 w Nowym Jorku, zm. 22 lipca 2004 w Nowym Jorku), amerykański pisarz i teoretyk literatury.

## Życiorys
Urodzony na Brooklynie Sukenick studiował na Cornell University, doktorat z literatury angielskiej obronił na Brandeis University. Pierwsze prace poświęcił poecie Wallace'owi Stevensowi. W prozie debiutował w 1968 powieścią Up. Jego utwory mają zredukowaną fabułę, a forma i przestrzenne rozplanowanie tekstu nierzadko jest ważniejsze od treści. Powieść Out z 1973 została sfilmowana w 1982.

## Polskie przekłady
- Rozgadany o kiepskim życiu blues (Long Talking, Bad Conditions, Blues 1978, powieść)
- Nowojorska bohema (Down and In - Life in the Underground 1987, wspomnienia)